# Prochilodus magdalenae
Prochilodus magdalenae är en fiskart som beskrevs av Steindachner, 1879. Prochilodus magdalenae ingår i släktet Prochilodus och familjen Prochilodontidae. Inga underarter finns listade i Catalogue of Life.